# Benzenosselenol
Benzenesselenol é o composto organosselênio com a fórmula C6H5SeH, frequentemente abreviado na literatura PhSeH (do inglês phenyl, correspondendo a fenil). Este líquido intensamente mal odoroso é um reagente útil em síntese orgânica.

## Síntese e propriedades básicas
Benzenosselenol é preparado via a reação de brometo de fenilmagnésio e selênio: